# Škola noci
Škola noci je knižní série autorek Phyllis Christine Castové a její dcery Kristin Castové.
Knihy popisují dění v internátu pro upíry, známém jako Škola noci. Hlavní hrdinka Zoey Redbirdová musí čelit velekněžce jejich školy a padlému andělovi Kalonovi. Čeká ji hodně překážek, ale s pomocí přátel se jí podaří oba nejednou porazit.

## Díla
Phyllis C. Cast je kromě Školy noci autorkou knih jako jsou např. Goddess Summoning a Partholon.
Její dcera Kristin Cast vždy snila o tom, že se stane spisovatelkou jako její matka. To se jí také splnilo, na knihách totiž spolupracují.

## Škola noci

### Označená
První díl série.
Zoey se boří celý svět. Rozešla se se svým klukem, pohádala se s rodiči a k tomu všemu ji označil upír. Celá otřesená se vydává za svojí babičkou, na skále ovšem uklouzne a udeří se do hlavy – její duši volá sama bohyně upírů Nyx, která si ji vyvolila. Zoey se ve Škole noci začíná velice líbit. Nachází si nové přátele – Stevie Rae, Damiena, Erin a Shaunee. Zjistí, že má nadání pro všech pět živlů (zemi, vzduch, oheň, vodu a ducha), má jako jediné mládě na světě vybarvené znamení a kvůli tomu také neunikne pohledům svých spolužáků. Jediné, co ji ve Škole noci pije krev, je ctižádostivá Afrodita, věštkyně a předsedkyně Dcer a synů temnoty (školní kroužek), do kterého byla Zoey přijata. Jednou ji ale navštíví její bývalý přítel Heath a její bývalá kamarádka Kayla. Oběma řekne, aby odešli, když ji neposlechnou, začne jim vyhrožovat, nakonec se jí opravdu podaří je zahnat. Později na jednom z rituálů Afrodita vyvolává zlé duchy, kteří se jí vymknou z ruky a chtějí zabít Heatha, který se náhodou dostane poblíž. Zoey zasáhne, zachrání Heatha a díky tomuto činu jí přibudou krásná tetování a stane se předsedkyní Dcer temnoty.

### Zrazená
Druhý díl série.
Zoey Redbirdová si pomalu zvyká na upíří Škole noci a svědomitě se připravuje na roli předsedkyně elitní studentské organizace s názvem Dcery temnoty. Konečně má pocit, že někam patří, a dokonce má i chlapce. Možná i dva… Městem Tulsa však náhle otřese zmizení středoškolského fotbalisty, a když se jeho mrtvola najde poblíž areálu upíří školy, instinkt Zoey napovídá, že je to teprve začátek něčeho skutečně zlověstného. Jako obvykle se nemýlí. Brzy přibude další hrůzná vražda, podezření padá na upíry a možná není tak docela neopodstatněné… Zoey proniká stále hlouběji do spleti intrik, ale zjišťuje, že je toho na ni příliš. To ale ještě netuší, že se její nejbližší zanedlouho ocitnou ve smrtelném nebezpečí a někoho z nich prostě zachránit nedokáže. Zrazená přináší pokračování příběhu o napínavém osudu budoucí upíří velekněžky Zoey, který započal v Označené, první části světově úspěšné a populární Školy noci.

### Vyvolená
Třetí díl série.
Učednice velekněžky Zoey Redbirdová má spoustu problémů: zapletla se se třemi kluky současně, začíná si až podezřele rozumět s nejotravnější holkou na škole, ale nejvíc ji trápí, co se děje s její nejlepší kamarádkou. Stevie Rae možná vstala z mrtvých, ale změnila se – tak moc, že už pro ni možná neexistuje cesta zpět. Zoey tomu ale prostě nechce věřit, a tak začíná zoufale spřádat plány na její záchranu. Všechno ovšem musí stranou, když Školou noci otřese hrůzná vražda.

### Nezkrotná
Čtvrtý díl série.
Zoey Redbirdová je sice nejnadanější upíří mládě na světě, ale její život právě teď nestojí za nic. Měla sice hned tři kluky najednou, ale nakonec jí nezůstal žádný a kamarádi s ní nemluví. Škola noci se tak pro ni změnila v osamělé a nepřátelské místo – a možná i nebezpečné. Nocí se totiž začínají pohybovat podivné stíny a školním areálem se stále častěji rozléhá zlověstné skřehotání. Zoey proto nezbývá nic jiného, než pokusit se naštvané kamarády usmířit a společně se postavit neviditelné hrozbě. Její snahu však může snadno zkomplikovat záhadný nový spolužák, který ji až příliš přitahuje. Když do hry vstoupí děsivé proroctví, začíná Zoey chápat, že vše bylo pouhou předehrou událostí, jež mají kořeny ve stovky let starých indiánských legendách. Ve čtvrté části série Škola noci – její příběh započal v Označené a pokračoval ve Zrazené a Vyvolené – se Zoey musí stát skutečnou hrdinkou a připravit se na boj se zlem, které může být daleko silnější než ona.

### Pronásledovaná
Pátý díl série.
Proroctví se naplnilo, padlý anděl uvězněný po celá tisíciletí v hlubinách země se osvobodil a Zoey Redbirdové a jejím kamarádům nezbývá než utéct ze Školy noci. V podzemních chodbách pod opuštěným nádražím budou v bezpečí před hrůzami, které se odehrávají na povrchu – ale nedostali se jen z jednoho maléru do druhého? Dokáže se budoucí velekněžka postavit pradávnému zlu a vyřešit svoje komplikované vztahy? Není totiž vůbec jednoduché poznat, kdo je přítel a kdo nepřítel…

### Pokoušená
Šestý díl série.
Zoey Redbirdové a jejím přátelům se podařilo vyhnat z Tulsy nesmrtelného anděla Kalonu i zlou velekněžku Neferet a mohou se tak vrátit do Školy noci, po které se jim všem už stýská. Kalonovo záhadné kouzlo však stále působí a Zoey musí jeho svádění odolávat pokaždé, když vstoupí do říše snů. Navíc se jí zdá, že v Kalonovi se přece jen skrývá přinejmenším troška dobra. Není však sama, kdo musí dělat těžká rozhodnutí a vybrat si, jestli poslechne instinkt, nebo hlas rozumu. Její nejlepší kamarádka Stevie Rae, první dospělá červená upírka na světě, totiž skrývá temné tajemství, které ji může stát život – anebo jí ho naopak zachránit.

### Vyhořelá
Sedmý díl série.
Zoeyina duše se ocitá na onom světě – roztříštěná na kusy, vyhaslá, pronásledovaná výčitkami svědomí. Její kamarádi se však nechtějí vzdát naděje, že se vrátí a zachrání svět, v němž se schyluje k bitvě mezi pradávnými silami Světla a Temnoty. Stark je ochoten dokonce nasadit vlastní život, aby se za svou paní dostal tam, kam před ním ještě žádný bojovník nevstoupil. Stevie Rae mezitím v Tulse svádí soukromou bitvu s Temnotou i sama se sebou. Být velekněžkou červených mláďat totiž znamená spoustu zodpovědnosti – navíc musí občas skrývat své city a střežit svá tajemství, a to za cenu lží – a někdy dokonce i životů.

### Probuzená
Osmý díl série.
Zoey a její strážce Stark se vrátili z onoho světa, ale nemají sílu ani chuť odjet z bezpečného, magií prostoupeného ostrova Skye a čelit dalším intrikám zlé velekněžky Neferet a nesmrtelného Kalony. Temnota však nespí, naopak získává na síle a chystá se příznivcům Světla zasadit další smrtící úder. A když v tulské Škole noci dojde k nejhorší možné tragédii, Zoey už se nemůže dál skrývat. Čeká ji kruté probuzení… Osmé pokračování veleúspěšné série.

### Předurčená
Devátý díl série.
Zoey s kamarády už zase chodí na tulskou Školu noci, ale nic není jako dřív, na všechno vrhají stín nedávné tragédie. Neferetiny intriky navíc dál rozsévají neklid mezi studenty i profesory, a zdá se, že dokonce ani ta nejpevnější přátelství před nimi neobstojí. Naštěstí se objevují také nečekaní noví spojenci. Zoey si uvědomuje, že jestli má konečně odhalit světu Neferetinu prohnilost a narýsovat jasnou čáru mezi Světlem a Temnotou, bude k tomu potřebovat i nepřátele svých nepřátel.

### Skrytá
Desátý díl série
Neferet konečně ztratila důvěru upíří rady a byla sesazena z pozice velekněžky tulské Školy noci. Její moc to však téměř neoslabilo, a svými kouzly a krásou navíc dokáže snadno oklamat lidské obyvatele města a strhnout je na svou stranu. Zoey a její přátelé proti tomu bojují všemi možnými prostředky, ale v jejich vlastních řadách se objeví trhliny a kruh moci, na nějž spoléhají, není úplný. Další Neferetiny intriky, které ohrožují Zoeyinu nejbližší rodinu, by mohl překazit záhadný býčí chlapec Aurox, velekněžčin zdánlivě poslušný nástroj – pokud dokáže odolat Temnotě, která ho proti jeho vůli stále ovládá. Dostane šanci zvolit si správnou stranu?

### Odhalená
Jedenáctý díl série.Bývalá velekněžka Neferet utrpěla první velkou porážku. Díky své nadpřirozené moci přežila, ale než se Zoey Redbirdové a jejímu kruhu přátel dokáže znovu postavit, musí nabrat nové síly. Zdálo by se, že pro Zoey nastala tolik potřebná chvilka oddechu – Neferet však není jediné zlo, kterému čelí. Zoey se stále častěji zmocňuje pocit, že život se jí definitivně vymkl z rukou, a co víc, ani na své nejbližší už se nemůže spolehnout tolik jako dřív. Jak dlouho potrvá, než pohár její trpělivosti přeteče? A co když je jejím největším nepřítelem ona sama?
Vykoupená
Poslední, dvanáctý díl.